# Антон Лунделл
Антон Лунделл (фін. Anton Lundell, 3 жовтня 2001, Еспоо, Фінляндія) — фінський хокеїст, центральний нападник клубу Лійга ГІФК.

## Ігрова кар'єра
Лунделл вихованець системи хокейного клубу ГІФК, який відіграв за різні вікові команди ГІФКа починаючи з юнацької U14. У сезоні 2018–19 Антон дебютував у основному складі клубу. У наступному сезоні 2019–20 Лунделл вже провів, як гравець основи набравши в 44 матчах 28 очок, як відомо через пандемію COVID-19 тогорічну першість Фінляндії з хокею скасували.
6 жовтня 2020 року був обраний на драфті НХЛ під 12-м загальним номером командою «Флорида Пантерс».

## На рівні збірних
У складі юніорської збірної Фінляндії на чемпіонаті світу 2018 року в семи іграх набрав шість очок та разом із здобув золоті нагороди першості.
У складі молодіжної збірної Фінляндії чемпіон світу 2019 року. На чемпіонаті світу 2021 року Антон був капітаном команди та здобув бронзов нагороди. Увійшов до п'ятірки найкращих бомбардирів першості набравши десять очок у семи іграх.

## Досягнення
- Володар Кубка Стенлі в складі «Флорида Пантерс» — 2024, 2025.

## Статистика

### Клубні виступи
| Сезон          | Клуб           | Ліга           | Регулярний сезон | Регулярний сезон | Регулярний сезон | Регулярний сезон | Регулярний сезон | Плей-оф | Плей-оф | Плей-оф | Плей-оф | Плей-оф |
| Сезон          | Клуб           | Ліга           | І                | Г                | П                | О                | ШХ               | І       | Г       | П       | О       | ШХ      |
| -------------- | -------------- | -------------- | ---------------- | ---------------- | ---------------- | ---------------- | ---------------- | ------- | ------- | ------- | ------- | ------- |
| 2017–18        | ГІФК           | Jr. A          | 22               | 8                | 12               | 20               | 6                | 9       | 1       | 1       | 2       | 4       |
| 2018–19        | ГІФК           | Jr. A          | 10               | 6                | 9                | 15               | 6                | —       | —       | —       | —       | —       |
| 2018–19        | ГІФК           | Лійга          | 38               | 9                | 10               | 19               | 8                | 12      | 0       | 0       | 0       | 29      |
| 2019–20        | ГІФК           | Лійга          | 44               | 10               | 18               | 28               | 18               | —       | —       | —       | —       | —       |
| Усього в Лійга | Усього в Лійга | Усього в Лійга | 82               | 19               | 28               | 47               | 26               | 12      | 0       | 0       | 0       | 29      |

### Збірна
| Рік              | Команда          | Турнір           | Місце            | І  | Г  | П  | О  | ШХ |
| ---------------- | ---------------- | ---------------- | ---------------- | -- | -- | -- | -- | -- |
| 2017             | Фінляндія        | U17              | 6-е              | 5  | 3  | 4  | 7  | 0  |
| 2018             | Фінляндія        | ЮЧС18            | 1                | 7  | 2  | 4  | 6  | 2  |
| 2018             | Фінляндія        | КГГ18            | 7-е              | 4  | 1  | 1  | 2  | 16 |
| 2019             | Фінляндія        | МЧС              | 1                | 7  | 1  | 3  | 4  | 0  |
| 2019             | Фінляндія        | ЮЧС18            | 7-е              | 5  | 2  | 2  | 4  | 6  |
| 2021             | Фінляндія        | МЧС              | 3                | 7  | 6  | 4  | 10 | 4  |
| Молодіжна збірна | Молодіжна збірна | Молодіжна збірна | Молодіжна збірна | 35 | 15 | 18 | 33 | 28 |